# Lampides aestivus
Lampides aestivus är en fjärilsart som beskrevs av Philipp Christoph Zeller. Lampides aestivus ingår i släktet Lampides och familjen juvelvingar. Inga underarter finns listade i Catalogue of Life.